# Portugália az 1988. évi nyári olimpiai játékokon
Portugália a dél-koreai Szöulban megrendezett 1988. évi nyári olimpiai játékok egyik részt vevő nemzete volt. Az országot az olimpián 14 sportágban 64 sportoló képviselte, akik összesen 1 érmet szereztek.

## Érmesek
| Érem  | Versenyző | Sportág  | Versenyszám |
| ----- | --------- | -------- | ----------- |
| Arany | Rosa Mota | Atlétika | Női maraton |

## Atlétika
Férfi
| Versenyző                                                          | Versenyszám     | Előfutam      | Előfutam      | Előfutam      | Negyeddöntő | Negyeddöntő | Negyeddöntő | Elődöntő | Elődöntő | Elődöntő | Döntő         | Döntő         |
| Versenyző                                                          | Versenyszám     | Idő           | Hely.         | Össz.         | Idő         | Hely.       | Össz.       | Idő      | Hely.    | Össz.    | Idő           | Helyezés      |
| ------------------------------------------------------------------ | --------------- | ------------- | ------------- | ------------- | ----------- | ----------- | ----------- | -------- | -------- | -------- | ------------- | ------------- |
| Pedro Agostinho                                                    | 100 m           | nem ért célba | nem ért célba | nem ért célba | kiesett     | kiesett     | kiesett     | kiesett  | kiesett  | kiesett  | kiesett       | kiesett       |
| Luís Cunha                                                         | 100 m           | 10,80         | 5.            | 68.*          | kiesett     | kiesett     | kiesett     | kiesett  | kiesett  | kiesett  | kiesett       | kiesett       |
| Luís Cunha                                                         | 200 m           | 21,72         | 4.            | 44.           | kiesett     | kiesett     | kiesett     | kiesett  | kiesett  | kiesett  | kiesett       | kiesett       |
| Luís Barroso                                                       | 200 m           | 21,31         | 2.            | 31.           | 20,81       | 4.          | 17.*        | kiesett  | kiesett  | kiesett  | kiesett       | kiesett       |
| Filipe Lombá                                                       | 400 m           | 47,57         | 5.            | 46.           | kiesett     | kiesett     | kiesett     | kiesett  | kiesett  | kiesett  | kiesett       | kiesett       |
| Álvaro Silva                                                       | 800 m           | 1:49,09       | 3.            | 35.           | 1:46,65     | 3.          | 18.         | 1:45,12  | 5.       | 11.      | kiesett       | kiesett       |
| António Abrantes                                                   | 800 m           | 1:49,01       | 4.            | 32.           | kiesett     | kiesett     | kiesett     | kiesett  | kiesett  | kiesett  | kiesett       | kiesett       |
| Mário da Silva                                                     | 1500 m          | 3:42,24       | 5.            | 25.           |             |             |             | 3:38,56  | 4.       | 6.*      | 3:38,77       | 9.            |
| Domingos Castro                                                    | 5000 m          | 13:47,91      | 4.            | 18.           |             |             |             | 13:22,44 | 1.       | 1.       | 13:16,09      | 4.            |
| José Regalo                                                        | 5000 m          | 13:43,59      | 9.            | 9.            |             |             |             | 13:24,48 | 3.       | 10.      | nem ért célba | nem ért célba |
| Fernando Fonces Couto                                              | 5000 m          | 13:58,72      | 8.            | 31.           |             |             |             | kiesett  | kiesett  | kiesett  | kiesett       | kiesett       |
| António Pinto                                                      | 10 000 m        | 28:15,63      | 6.            | 5.*           |             |             |             |          |          |          | 28:09,53      | 13.           |
| Ezequiel Canário                                                   | 10 000 m        | 28:43,02      | 9.            | 21.           |             |             |             |          |          |          | kiesett       | kiesett       |
| Dionísio Castro                                                    | 10 000 m        | nem ért célba | nem ért célba | nem ért célba |             |             |             |          |          |          | kiesett       | kiesett       |
| Joaquim Silva                                                      | Maraton         |               |               |               |             |             |             |          |          |          | 2:18:05       | 27.           |
| Paulo Catarino                                                     | Maraton         |               |               |               |             |             |             |          |          |          | nem ért célba | nem ért célba |
| João Lima                                                          | 110 m gát       | 14,73         | 6.            | 33.*          | kiesett     | kiesett     | kiesett     | kiesett  | kiesett  | kiesett  | kiesett       | kiesett       |
| José Urbano                                                        | 20 km gyaloglás |               |               |               |             |             |             |          |          |          | 1:24:56       | 29.           |
| Hélder Oliveira                                                    | 20 km gyaloglás |               |               |               |             |             |             |          |          |          | 1:27:39       | 39.           |
| José Pinto                                                         | 20 km gyaloglás |               |               |               |             |             |             |          |          |          | 1:26:33       | 31.           |
| José Pinto                                                         | 50 km gyaloglás |               |               |               |             |             |             |          |          |          | 3:55:57       | 21.           |
| Arnaldo Abrantes Pedro Miguel Curvelo Pedro Agostinho Luís Barroso | 4 × 100 m váltó | 39,61         | 3.            | 11.*          |             |             |             | kizárták | kizárták | kizárták | kiesett       | kiesett       |
| Paulo Miguel Curvelo Filipe Lombá António Abrantes Álvaro Silva    | 4 × 400 m váltó | 3:07,75       | 3.            | 13.           |             |             |             | 3:07,75  | 7.       | 14.      | kiesett       | kiesett       |

| Versenyző   | Versenyszám | Selejtező | Selejtező | Döntő    | Döntő    |
| Versenyző   | Versenyszám | Eredmény  | Helyezés  | Eredmény | Helyezés |
| ----------- | ----------- | --------- | --------- | -------- | -------- |
| José Leitão | Távolugrás  | 699 cm    | 31.       | kiesett  | kiesett  |
| José Leitão | Hármasugrás | 15,60 m   | 31.       | kiesett  | kiesett  |

Női
| Versenyző          | Versenyszám | Előfutam | Előfutam | Előfutam | Döntő    | Döntő    |
| Versenyző          | Versenyszám | Idő      | Hely.    | Össz.    | Idő      | Helyezés |
| ------------------ | ----------- | -------- | -------- | -------- | -------- | -------- |
| Fernanda Ribeiro   | 3000 m      | 9:05,92  | 13.      | 26.      | kiesett  | kiesett  |
| Albertina Machado  | 10 000 m    | 31:52,04 | 7.       | 7.       | 32:02,13 | 9.       |
| Albertina Dias     | 10 000 m    | 32:13,85 | 5.       | 18.      | 32:07,13 | 10.      |
| Rosa Mota          | Maraton     |          |          |          | 2:25:40  |          |
| Conceição Ferreira | Maraton     |          |          |          | 2:34:23  | 20.      |

* - egy másik versenyzővel azonos eredményt ért el

## Birkózás
Kötöttfogású
| Versenyző    | Versenyszám | Vigaszágas kiesés                                                                                            | Vigaszágas kiesés | Helyosztók        | Helyosztók        | Bronz- mérkőzés   | Döntő             | Helyezés    |
| Versenyző    | Versenyszám | Vigaszágas kiesés                                                                                            | Vigaszágas kiesés | 7. helyért        | 5. helyért        | Bronz- mérkőzés   | Döntő             | Helyezés    |
| Versenyző    | Versenyszám | Ellenfél Eredmény                                                                                            | Hely.             | Ellenfél Eredmény | Ellenfél Eredmény | Ellenfél Eredmény | Ellenfél Eredmény | Helyezés    |
| ------------ | ----------- | --- | ----------------- | ----------------- | ----------------- | ----------------- | ----------------- | ----------- |
| José Marques | 52 kg       | B csoport · Peter Stjernberg (SWE) · feladta (sérülés) · I Dzseszok (Lee Jae-Seok) (KOR) · feladta (sérülés) | 9.                | kiesett           | kiesett           | kiesett           | kiesett           | helyezetlen |

## Cselgáncs
| Versenyző       | Versenyszám | Csoport | Selejtező                       | 32-es főtábla                            | Nyolcaddöntő                                            | Negyeddöntő       | Elődöntő          | Vigaszág nyolcaddöntő | Vigaszág negyeddöntő | Vigaszág elődöntő | Bronz- mérkőzés   | Döntő             | Helyezés |
| Versenyző       | Versenyszám | Csoport | Ellenfél Eredmény               | Ellenfél Eredmény                        | Ellenfél Eredmény                                       | Ellenfél Eredmény | Ellenfél Eredmény | Ellenfél Eredmény     | Ellenfél Eredmény    | Ellenfél Eredmény | Ellenfél Eredmény | Ellenfél Eredmény | Helyezés |
| --------------- | ----------- | ------- | ------------------------------- | ---------------------------------------- | ------------------------------------------------------- | ----------------- | ----------------- | --------------------- | -------------------- | ----------------- | ----------------- | ----------------- | -------- |
| Renato Santos   | Légsúly     | B       | erőnyerő                        | Carlos Sotillo (ESP) · 0000 (bírói)–0000 | Csang Kuo-csün (Zhang Guojun) (CHN) · 0000–0000 (bírói) | kiesett           | kiesett           |                       |                      |                   |                   |                   | 14.      |
| Hugo d’Assunção | Könnyűsúly  | A       | James Sibenge (ZIM) · 1000–0000 | Eugene McManus (IRL) · 0000 (bírói)–0000 | Anders Dahlin (SWE) · 0000–0001                         | kiesett           | kiesett           |                       |                      |                   |                   |                   | 13.*     |
| Pedro Cristóvão | Váltósúly   | A       | erőnyerő                        | Neil Adams (GBR) · 0001–1000             | kiesett                                                 | kiesett           | kiesett           |                       |                      |                   |                   |                   | 20.      |

* - Az A csoportban szereplő, eredetileg bronzérmes brit Kerrith Brownt utólag kizárták, ezért d’Assunção a 14. helyett a 13. helyen végzett.

## Íjászat
Férfi
| Versenyző   | Versenyszám | Selejtező | Selejtező | Nyolcaddöntő | Nyolcaddöntő | Negyeddöntő | Negyeddöntő | Elődöntő | Elődöntő | Döntő   | Döntő    |
| Versenyző   | Versenyszám | Pont      | Hely.     | Pont         | Hely.        | Pont        | Hely.       | Pont     | Hely.    | Pont    | Helyezés |
| ----------- | ----------- | --------- | --------- | ------------ | ------------ | ----------- | ----------- | -------- | -------- | ------- | -------- |
| Carlos Reis | Egyéni      | 1176      | 66.       | kiesett      | kiesett      | kiesett     | kiesett     | kiesett  | kiesett  | kiesett | kiesett  |
| Rui Santos  | Egyéni      | 1160      | 70.       | kiesett      | kiesett      | kiesett     | kiesett     | kiesett  | kiesett  | kiesett | kiesett  |

Női
| Versenyző    | Versenyszám | Selejtező | Selejtező | Nyolcaddöntő | Nyolcaddöntő | Negyeddöntő | Negyeddöntő | Elődöntő | Elődöntő | Döntő   | Döntő    |
| Versenyző    | Versenyszám | Pont      | Hely.     | Pont         | Hely.        | Pont        | Hely.       | Pont     | Hely.    | Pont    | Helyezés |
| ------------ | ----------- | --------- | --------- | ------------ | ------------ | ----------- | ----------- | -------- | -------- | ------- | -------- |
| Ana de Sousa | Egyéni      | 1213      | 37.       | kiesett      | kiesett      | kiesett     | kiesett     | kiesett  | kiesett  | kiesett | kiesett  |

## Kajak-kenu
Férfi
| Versenyző                    | Versenyszám         | Előfutam | Előfutam | Előfutam | Vigaszág | Vigaszág | Vigaszág | Elődöntő | Elődöntő | Elődöntő | Döntő   | Döntő    |
| Versenyző                    | Versenyszám         | Idő      | Hely.    | Össz.    | Idő      | Hely.    | Össz.    | Idő      | Hely.    | Össz.    | Idő     | Helyezés |
| ---------------------------- | ------------------- | -------- | -------- | -------- | -------- | -------- | -------- | -------- | -------- | -------- | ------- | -------- |
| José Garcia                  | Kajak egyes 500 m   | 1:57,83  | 6.       | 16.      | kizárták | kizárták | kizárták | kiesett  | kiesett  | kiesett  | kiesett | kiesett  |
| José Garcia                  | Kajak egyes 1000 m  | 3:44,53  | 4.       | 9.       | 3:51,14  | 1.       | 4.       | 3:44,00  | 4.       | 10.      | kiesett | kiesett  |
| António Brinco Eduardo Gomes | Kajak kettes 1000 m | 3:31,95  | 4.       | 13.      | 3:47,99  | 5.       | 11.      | kiesett  | kiesett  | kiesett  | kiesett | kiesett  |

## Lovaglás
Díjugratás
| Versenyző       | Ló        | Versenyszám | Selejtező | Selejtező | Selejtező | Selejtező | Döntő  | Döntő  | Döntő   | Döntő   | Döntő    |
| Versenyző       | Ló        | Versenyszám | 1. kör    | 2. kör    | Össz.     | Össz.     | 1. kör | 1. kör | 2. kör  | Össz.   | Össz.    |
| Versenyző       | Ló        | Versenyszám | Pont      | Pont      | Pont      | Hely.     | Pont   | Hely.  | Pont    | Pont    | Helyezés |
| --------------- | --------- | ----------- | --------- | --------- | --------- | --------- | ------ | ------ | ------- | ------- | -------- |
| Manuel da Costa | Jalisco B | Egyéni      | 69,50     | 25,00     | 94,50     | 26.       | 24,00  | 33.    | kiesett | kiesett | kiesett  |

## Öttusa
| Versenyző      | Versenyszám | Lovaglás | Lovaglás | Lovaglás | Vívás    | Vívás | Vívás | Úszás   | Úszás | Úszás | Lövészet | Lövészet | Lövészet | Futás    | Futás | Futás | Összesen    | Összesen |
| Versenyző      | Versenyszám | Idő      | Pont     | Hely.    | Pontszám | Pont  | Hely. | Idő     | Pont  | Hely. | Eredmény | Pont     | Hely.    | Idő      | Pont  | Hely. | Összes pont | Helyezés |
| -------------- | ----------- | -------- | -------- | -------- | -------- | ----- | ----- | ------- | ----- | ----- | -------- | -------- | -------- | -------- | ----- | ----- | ----------- | -------- |
| Manuel Barroso | Egyéni      | 1:40,49  | 910      | 43.      | 26–38    | 677   | 50.   | 3:24,98 | 1236  | 28.   | 185      | 802      | 53.      | 13:02,54 | 1219  | 5.    | 4844        | 34.      |

## Sportlövészet
Nyílt
| Versenyző     | Versenyszám | Selejtező | Selejtező | Döntő   | Döntő    |
| Versenyző     | Versenyszám | Pont      | Helyezés  | Pont    | Helyezés |
| ------------- | ----------- | --------- | --------- | ------- | -------- |
| João Rebelo   | Trap        | 190       | 18.       | kiesett | kiesett  |
| Hélder Cavaco | Trap        | 139       | 37.       | kiesett | kiesett  |

## Súlyemelés
| Versenyző    | Versenyszám | Szakítás | Szakítás | Lökés    | Lökés    | Összesen | Helyezés |
| Versenyző    | Versenyszám | Eredmény | Helyezés | Eredmény | Helyezés | Összesen | Helyezés |
| ------------ | ----------- | -------- | -------- | -------- | -------- | -------- | -------- |
| Paulo Duarte | 67,5 kg     | 125,0    | 14.      | 150,0    | 14.      | 275,0    | 14.      |

## Torna
Férfi
| Versenyző       | Versenyszám      | Selejtező | Selejtező | Döntő    | Döntő    |
| Versenyző       | Versenyszám      | Pontszám  | Helyezés  | Pontszám | Helyezés |
| --------------- | ---------------- | --------- | --------- | -------- | -------- |
| Hélder Pinheiro | Talaj            | 18,50     | 83.       | kiesett  | kiesett  |
| Hélder Pinheiro | Ugrás            | 17,95     | 88.       | kiesett  | kiesett  |
| Hélder Pinheiro | Korlát           | 18,60     | 84.       | kiesett  | kiesett  |
| Hélder Pinheiro | Nyújtó           | 17,55     | 88.       | kiesett  | kiesett  |
| Hélder Pinheiro | Gyűrű            | 17,95     | 88.       | kiesett  | kiesett  |
| Hélder Pinheiro | Lólengés         | 19,05     | 51.       | kiesett  | kiesett  |
| Hélder Pinheiro | Egyéni összetett | 109,60    | 85.       | kiesett  | kiesett  |

Női
| Versenyző   | Versenyszám      | Selejtező | Selejtező | Döntő    | Döntő    |
| Versenyző   | Versenyszám      | Pontszám  | Helyezés  | Pontszám | Helyezés |
| ----------- | ---------------- | --------- | --------- | -------- | -------- |
| Sónia Moura | Talaj            | 18,325    | 83.       | kiesett  | kiesett  |
| Sónia Moura | Ugrás            | 18,875    | 73.       | kiesett  | kiesett  |
| Sónia Moura | Felemás korlát   | 18,650    | 79.       | kiesett  | kiesett  |
| Sónia Moura | Gerenda          | 17,175    | 84.       | kiesett  | kiesett  |
| Sónia Moura | Egyéni összetett | 73,025    | 82.       | kiesett  | kiesett  |

### Ritmikus gimnasztika
| Versenyző      | Versenyszám | Selejtező | Selejtező | Döntő   | Döntő    |
| Versenyző      | Versenyszám | Pont      | Hely.     | Pont    | Helyezés |
| -------------- | ----------- | --------- | --------- | ------- | -------- |
| Patrícia Jorge | Egyéni      | 37,05     | 30.       | kiesett | kiesett  |

## Úszás
Férfi
| Versenyző           | Versenyszám    | Előfutam | Előfutam | Előfutam | Döntő   | Döntő   | Döntő   | Helyezés |
| Versenyző           | Versenyszám    | Idő      | Hely.    | Össz.    | Típus   | Idő     | Hely.   | Helyezés |
| ------------------- | -------------- | -------- | -------- | -------- | ------- | ------- | ------- | -------- |
| Paulo Trindade      | 50 m gyors     | 24,02    | 5.       | 30.      | kiesett | kiesett | kiesett | kiesett  |
| Sérgio Esteves      | 50 m gyors     | 24,24    | 2.       | 31.      | kiesett | kiesett | kiesett | kiesett  |
| Artur Costa         | 1500 m gyors   | 15:56,13 | 7.       | 30.      | kiesett | kiesett | kiesett | kiesett  |
| Alexandre Yokochi   | 100 m mell     | 1:05,66  | 1.       | 40.      | kiesett | kiesett | kiesett | kiesett  |
| Alexandre Yokochi   | 200 m mell     | 2:17,87  | 5.       | 11.      | B       | 2:18,01 | 1.      | 9.       |
| Mabílio Albuquerque | 100 m pillangó | 57,30    | 2.       | 33.      | kiesett | kiesett | kiesett | kiesett  |
| Paulo Camacho       | 100 m pillangó | 57,62    | 4.       | 37.      | kiesett | kiesett | kiesett | kiesett  |
| João Santos         | 200 m pillangó | 2:04,74  | 2.       | 29.      | kiesett | kiesett | kiesett | kiesett  |
| Diogo Madeira       | 200 m pillangó | 2:03,79  | 1.       | 26.*     | kiesett | kiesett | kiesett | kiesett  |
| Diogo Madeira       | 200 m vegyes   | 2:10,21  | 2.       | 28.      | kiesett | kiesett | kiesett | kiesett  |
| Diogo Madeira       | 400 m vegyes   | 4:35,00  | 5.       | 26.      | kiesett | kiesett | kiesett | kiesett  |
| Rui Borges Borges   | 400 m vegyes   | 4:30,79  | 3.       | 22.      | kiesett | kiesett | kiesett | kiesett  |
| Sandra Neves        | 100 m pillangó | 1:04,60  | 3.       | 27.      | kiesett | kiesett | kiesett | kiesett  |

Női
| Versenyző    | Versenyszám    | Előfutam | Előfutam | Előfutam | Döntő   | Döntő   | Döntő   | Helyezés |
| Versenyző    | Versenyszám    | Idő      | Hely.    | Össz.    | Típus   | Idő     | Hely.   | Helyezés |
| ------------ | -------------- | -------- | -------- | -------- | ------- | ------- | ------- | -------- |
| Sandra Neves | 100 m pillangó | 1:04,60  | 3.       | 27.      | kiesett | kiesett | kiesett | kiesett  |
| Sandra Neves | 200 m pillangó | 2:18,29  | 5.       | 18.      | kiesett | kiesett | kiesett | kiesett  |

* - egy másik versenyzővel azonos eredményt ért el

## Vitorlázás
Férfi
| Versenyző   | Versenyszám | Futam | Futam  | Futam | Futam | Futam | Futam | Futam | Pontszám | Helyezés |
| Versenyző   | Versenyszám | 1     | 2      | 3     | 4     | 5     | 6     | 7     | Pontszám | Helyezés |
| ----------- | ----------- | ----- | ------ | ----- | ----- | ----- | ----- | ----- | -------- | -------- |
| Luís Caliço | Divízió II  | 29,0  | (32,0) | 20,0  | 21,0  | 15,0  | 29,0  | 18,0  | 132,0    | 19.      |

Nyílt
| Versenyző                        | Versenyszám | Futam  | Futam | Futam | Futam  | Futam | Futam  | Futam | Pontszám | Helyezés |
| Versenyző                        | Versenyszám | 1      | 2     | 3     | 4      | 5     | 6      | 7     | Pontszám | Helyezés |
| -------------------------------- | ----------- | ------ | ----- | ----- | ------ | ----- | ------ | ----- | -------- | -------- |
| Henrique Anjos Patrick de Barros | Csillaghajó | (22,0) | 19,0  | 14,0  | (22,0) | 20,0  | (22,0) | 18,0  | 115,0    | 15.      |

## Vívás
Férfi
| Versenyző     | Versenyszám       | Selejtező | Selejtező | Selejtező | Selejtező | Selejtező         | Selejtező | Főtábla           | Főtábla           | Főtábla           | Vigaszág          | Vigaszág          | Vigaszág          | Vigaszág          | Negyeddöntő       | Elődöntő          | Döntő             | Helyezés |
| Versenyző     | Versenyszám       | 1. kör | 1. kör    | 2. kör | 2. kör    | 3. kör            | 3. kör    | 1. kör            | 2. kör            | 3. kör            | 1. kör            | 2. kör            | 3. kör            | 4. kör            | Negyeddöntő       | Elődöntő          | Döntő             | Helyezés |
| Versenyző     | Versenyszám       | Ellenfél Eredmény | Hely.     | Ellenfél Eredmény | Hely.     | Ellenfél Eredmény | Hely.     | Ellenfél Eredmény | Ellenfél Eredmény | Ellenfél Eredmény | Ellenfél Eredmény | Ellenfél Eredmény | Ellenfél Eredmény | Ellenfél Eredmény | Ellenfél Eredmény | Ellenfél Eredmény | Ellenfél Eredmény | Helyezés |
| ------------- | ----------------- | --- | --------- | --- | --------- | ----------------- | --------- | ----------------- | ----------------- | ----------------- | ----------------- | ----------------- | ----------------- | ----------------- | ----------------- | ----------------- | ----------------- | -------- |
| José Bandeira | Tőr, egyéni       | 12. csoport · Léj Cung-man (Lee Chung Man) (HKG) · 5–2 · Stephen Angers (CAN) · 1–5 · Thierry Soumagne (BEL) · 1–5 · Lao Sao-pej (Lao Shaopei) (CHN) · 2–5 · Andrea Borella (ITA) · 2–5 | 5.        | kiesett | kiesett   | kiesett           | kiesett   | kiesett           | kiesett           | kiesett           | kiesett           | kiesett           | kiesett           | kiesett           | kiesett           | kiesett           | kiesett           | 55.      |
| Roberto Durão | Párbajtőr, egyéni | 3. csoport · Robert Marx (USA) · 5–5 · Fernando de la Peña (ESP) · 2–5 · I Szanggi (Lee Sang-gi) (KOR) · 3–5 · Jean-Michel Henry (FRA) · 1–5                                            | 4.        | 12. csoport · Johannes Nagele (AUT) · 2–5 · Mauricio Rivas (COL) · 2–5 · Stefan Joos (BEL) · 1–5 · Stephen Trevor (USA) · 2–5 | 5.        | kiesett           | kiesett   | kiesett           | kiesett           | kiesett           | kiesett           | kiesett           | kiesett           | kiesett           | kiesett           | kiesett           | kiesett           | 60.      |
| José Bandeira | Párbajtőr, egyéni | 15. csoport · Alfredo Bogarín (PAR) · 5–3 · Cezary Siess (POL) · 3–5 · Rafael di Tella (ARG) · 5–5 · Arwin Kardolus (NED) · 3–5 · Arnd Schmitt (FRG) · 1–5                              | 5.        | kiesett | kiesett   | kiesett           | kiesett   | kiesett           | kiesett           | kiesett           | kiesett           | kiesett           | kiesett           | kiesett           | kiesett           | kiesett           | kiesett           | 67.      |
| Óscar Pinto   | Párbajtőr, egyéni | 2. csoport · Stéphane Ganeff (NED) · 1–5 · André Kuhn (SUI) · 3–5 · Roberto Lazzarini (BRA) · 2–5 · Sandro Cuomo (ITA) · 0–5                                                            | 5.        | kiesett | kiesett   | kiesett           | kiesett   | kiesett           | kiesett           | kiesett           | kiesett           | kiesett           | kiesett           | kiesett           | kiesett           | kiesett           | kiesett           | 74.      |